# Burgstall Obertunding
Der Burgstall Obertunding ist eine abgegangene mittelalterliche Höhenburg im Gemeindeteil Obertunding der niederbayerischen Gemeinde Mengkofen im Landkreis Dingolfing-Landau. 
Der Burgstall befindet sich im Bereich der Ortskirche St. Katharina von Obertunding und liegt in einer Entfernung von 2,7 km südöstlich von Mengkofen. Er wird als Bodendenkmal unter der Aktennummer D-2-7240-0026 im Bayernatlas als „Burgstall des Mittelalters“ geführt. Im Osten davon befinden sich „verebnete Grabhügel vorgeschichtlicher Zeitstellung“ (Aktennummer D-2-7240-0076).

## Beschreibung
Der Burgstall liegt auf einem in Ost-West-Richtung verlaufenden Bergsporn über dem Dorf. Sein Innenraum wird vermutlich seit dem 12./13. Jahrhundert von der damals errichteten romanischen Kirche ausgefüllt. Nach Osten ist der Bergsporn noch durch einen tiefen Halsgraben gegen das Hinterland abgetrennt. Von diesem sind noch das südliche und das nördliche Ende erhalten. Der Mittelabschnitt wurde später verfüllt und wird heute teilweise durch den Friedhof ausgefüllt. Eine historische Überlieferung zu dem Burgstall gibt es nicht.

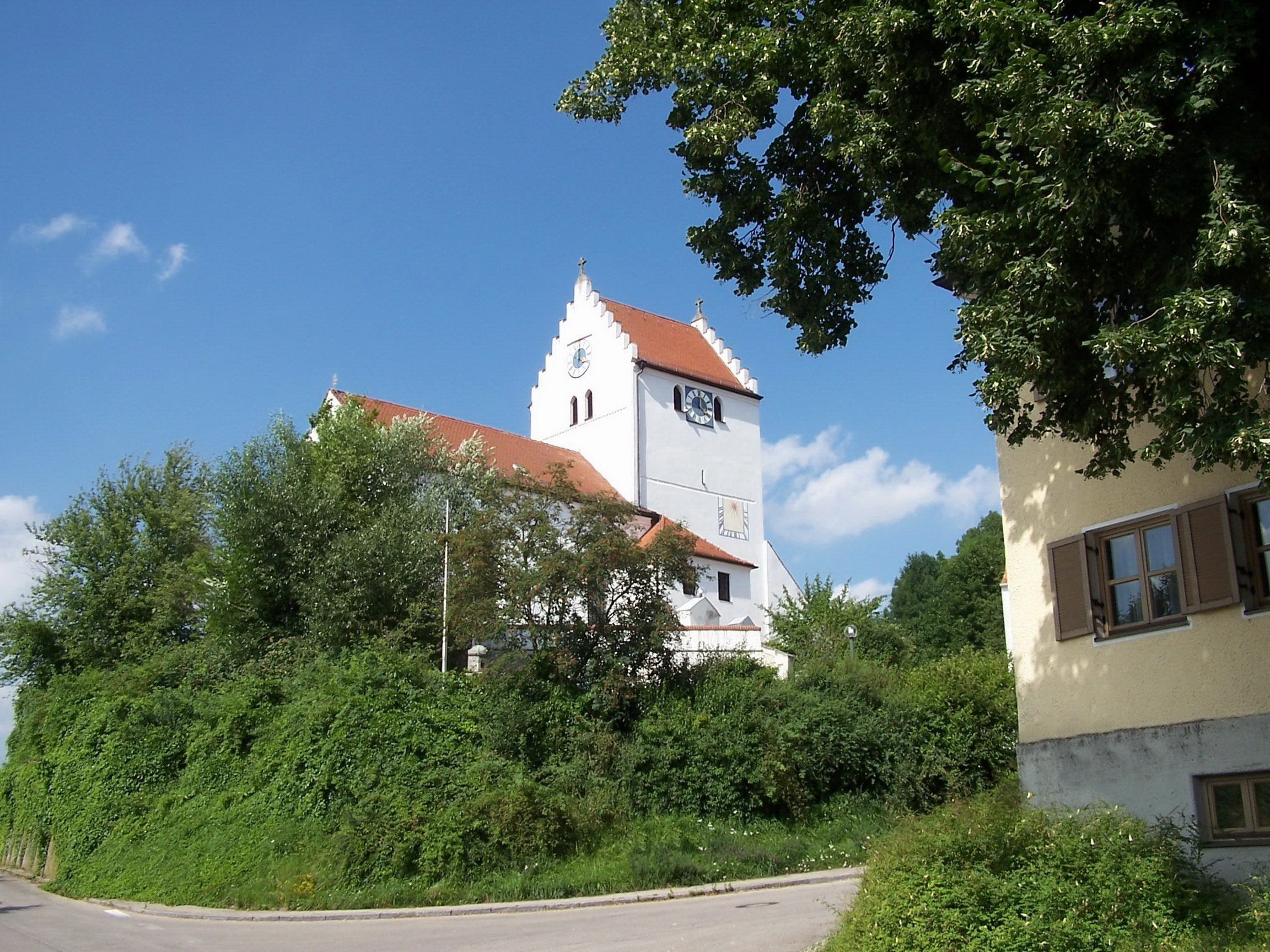
Dorfkirche St. Katharina in Obertunding